# کارولین گراهام
کارولین گراهام (انگلیسی: Caroline Graham؛ زادهٔ ۱۷ ژوئیهٔ ۱۹۳۱) یک فیلم‌نامه‌نویس، نویسنده و رمان‌نویس اهل بریتانیا است.

## کتاب
- The Killings at Badger's Drift, ۱۹۸۷
- Death of a Hollow Man, ۱۹۸۹
- Death in Disguise, ۱۹۹۲
- Written in Blood (novel)|Written in Blood, ۱۹۹۴
- Faithful unto Death, ۱۹۹۶
- A Place of Safety, ۱۹۹۹
- A Ghost in the Machine, ۲۰۰۴